# Черемоховец
Черемоховец — река в России, протекает по Кологривскому району Костромской области. Левый приток реки Шашма (притока реки Княжая). Длина реки составляет 12 км.
Исток реки в лесах в 22 км к востоку от Кологрива. Течёт на северо-запад, всё течение реки проходит по ненаселённому лесу.

## Данные водного реестра
По данным государственного водного реестра России относится к Верхневолжскому бассейновому округу, водохозяйственный участок реки — Унжа от истока и до устья, речной подбассейн реки — Бассей притоков Волги ниже Рыбинского водохранилища до впадения Оки. Речной бассейн реки — (Верхняя) Волга до Куйбышевского водохранилища (без бассейна Оки).
Код объекта в государственном водном реестре — 08010300312110000015525.